# Wiktoria Przybyła
Wiktoria Przybyła (* 2. Oktober 2004) ist eine ehemalige polnische Skispringerin.

## Werdegang
Wiktoria Przybyła startete erstmals auf internationaler Ebene im Rahmen zweier Wettbewerbe des FIS-Cups am 3. und 4. August 2019 in Ljubno, wo sie sie den 41. und 38. Platz belegte. Nach zwei weiteren Teilnahmen an FIS-Cup-Wettbewerben startete sie einen Monat später am 14. September 2019 in Lillehammer erstmals im Continental Cup; hier erreichte sie den 49. Platz. Nach weiteren Continental-Cup-Wettbewerben, die sie jenseits der Top 30 beendete, erreichte sie mit einem 30. und einem 29. Platz im Januar 2020 in Rena ihre ersten Top-30-Platzierungen und damit ihre ersten Continental-Cup-Punkte. Am 15. August 2020 debütierte Przybyła in Frenštát pod Radhoštěm im Sommer-Grand-Prix 2020, wo sie den 25. Platz belegte.
Infolge mehrerer Verletzungen beendete Przybyła im Jahr 2025 ihre Laufbahn.
Sie ist die Nichte von Stefan Hula.

## Statistik

### Grand-Prix-Platzierungen
| Saison | Platz | Punkte |
| ------ | ----- | ------ |
| 2020   | 25.   | 006    |

### Intercontinental-Cup-Platzierungen
| Saison  | Platz | Punkte |
| ------- | ----- | ------ |
| 2023/24 | 027.  | 098    |

### Continental-Cup-Platzierungen
| Saison  | Platz | Punkte |
| ------- | ----- | ------ |
| 2019/20 | 104.  | 003    |